# Фелтон (Делавер)
Фелтон (англ. Felton) — місто (англ. town) в окрузі Кент штату Делавер США. Населення — 1316 осіб (2020).

## Географія
Фелтон розташований за координатами 39°0′45″ пн. ш. 75°34′34″ зх. д. / 39.01250° пн. ш. 75.57611° зх. д. (39.012432, -75.576181).  За даними Бюро перепису населення США в 2010 році місто мало площу 2,12 км², уся площа — суходіл.

## Демографія
Згідно з переписом 2010 року, у місті мешкало 1298 осіб у 521 домогосподарстві у складі 348 родин. Густота населення становила 611 особа/км².  Було 551 помешкання (260/км²).
Расовий склад населення:
| - 73,2 % — білих - 19,4 % — чорних або афроамериканців - 1,7 % — азіатів - 0,6 % — корінних американців - 0,1 % — вихідців з тихоокеанських островів - 0,8 % — осіб інших рас |

До двох чи більше рас належало 4,2 %. Частка іспаномовних становила 5,2 % від усіх жителів.
За віковим діапазоном населення розподілялося таким чином: 25,0 % — особи молодші 18 років, 65,2 % — особи у віці 18—64 років, 9,8 % — особи у віці 65 років та старші. Медіана віку мешканця становила 37,1 року. На 100 осіб жіночої статі у місті припадало 85,7 чоловіків;  на 100 жінок у віці від 18 років та старших — 78,9 чоловіків також старших 18 років.
Середній дохід на одне домашнє господарство  становив 65 091 долар США (медіана — 51 343), а середній дохід на одну сім'ю — 75 265 доларів (медіана — 65 221). Медіана доходів становила 45 227 доларів для чоловіків та 39 455 доларів для жінок. За межею бідності перебувало 23,7 % осіб, у тому числі 37,7 % дітей у віці до 18 років та 10,4 % осіб у віці 65 років та старших.
Цивільне працевлаштоване населення становило 744 особи. Основні галузі зайнятості: освіта, охорона здоров'я та соціальна допомога — 24,2 %, роздрібна торгівля — 16,0 %, публічна адміністрація — 13,2 %, науковці, спеціалісти, менеджери — 10,6 %.